# Fioravanti (bebida)

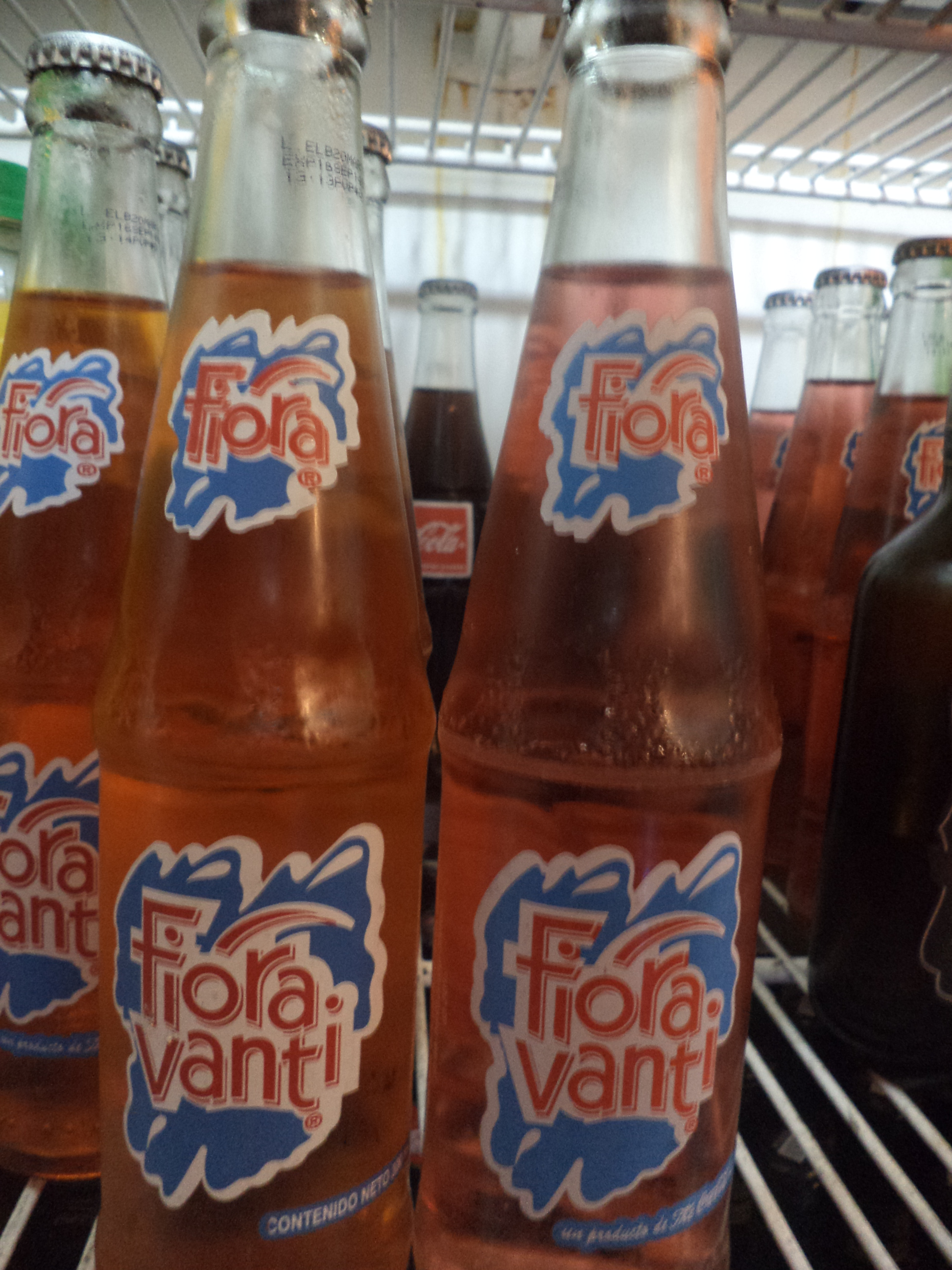
Apresentação do fioravanti em frasco de vidro de 300 ml.

Fioravanti é uma marca de refrigerantes produzido pela The Coca-Cola Company.
É uma das marcas de refrigerantes mais antigas do mundo em produção.

## História
Desenvolvida no Equador, em 1878, em 1991 foi adquirida pela The Coca-Cola Company.

## Sabores
Fioravanti é uma bebida aromatizada e o seu principal sabor é o morango, sendo comercializado, também, em abacaxi e maçã. Os sabores de uva e maçã verde, após um breve período de testes, foram descontinuadas em sua produção.

## Países
Além do Equador, o Fioravanti é comercializado na Inglaterra, Chile, Estados Unidos, Itália, Alemanha e França. Na Espanha, houve um período experimental de três meses em 2006.

## Ligação externa
- Coca-Cola Virtual